# Wólka Nurzecka
Wólka Nurzecka [ˈvulka nuˈʐɛt͡ska] (en ukrainien: Вілька Нурецька, Vil’ka Nurets’ka) est un village polonais de la gmina de Nurzec-Stacja dans le powiat de Siemiatycze et dans la voïvodie de Podlachie. Il se situe à environ 12 kilomètres à l'est de Nurzec-Stacja, à 27 kilomètres à l'est de Siemiatycze et à 75 kilomètres au sud de Białystok. 